# نادي مارساشلوك
نادي مارساشلوك (بالإنجليزية: Marsaxlokk F.C.)‏ هو فريق كرة قدم من مدينة مرسى شلوق في مالطا، أُسس بتاريخ 1949، يلعب في دوري كرة القدم المالطي الدرجة الثانية ‏، في Marsaxlokk Ground ‏.

## وصلات خارجية
- صفحة بيانات نادي مارساشلوك على موقع كووورة، تاريخ الوصول: 25 سبتمبر 2018.